# Liste der Monuments historiques in Saint-Germain-d’Esteuil
Die Liste der Monuments historiques in Saint-Germain-d’Esteuil führt die Monuments historiques in der französischen Gemeinde Saint-Germain-d’Esteuil auf.

## Liste der Bauwerke
| Bezeichnung             | Beschreibung | Standort | Kennzeichnung | Schutzstatus | Datum | Bild           |
| ----------------------- | ------------ | -------- | ------------- | ------------ | ----- | -------------- |
| Dolmen von Barbehère    |              | (Lage)   | PA00083892    | Inscrit      | 1989  | weitere Bilder |
| Marienstatue            |              | (Lage)   | PA00083910    | Inscrit      | 1992  | weitere Bilder |
| Gallo-römisches Theater |              | (Lage)   | PA00083745    | Inscrit      | 1984  | weitere Bilder |

## Liste der Objekte
- Monuments historiques (Objekte) in Saint-Germain-d’Esteuil in der Base Palissy des französischen Kultusministeriums